# Simen Hestnæs

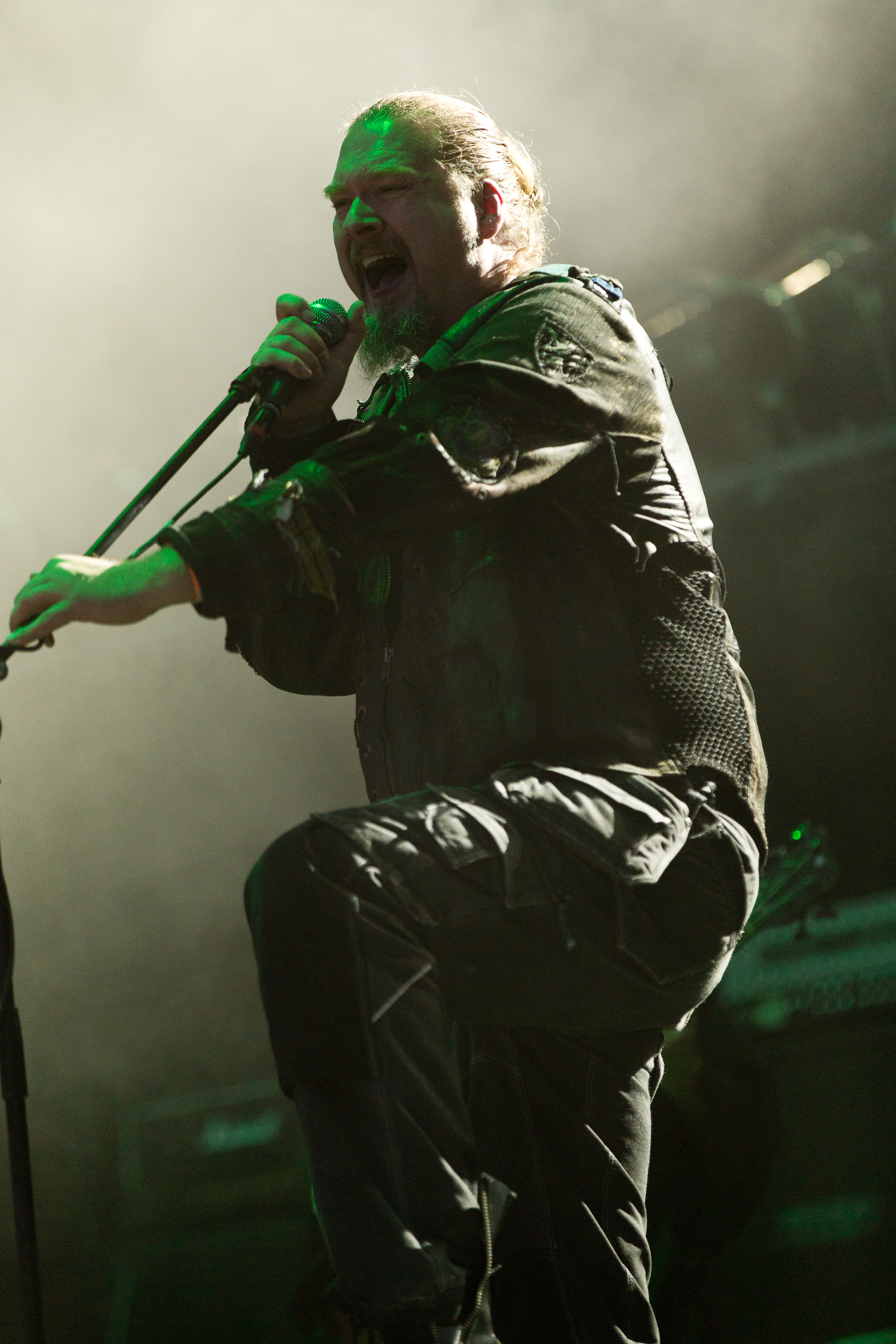
I.C.S. Vortex, 2016

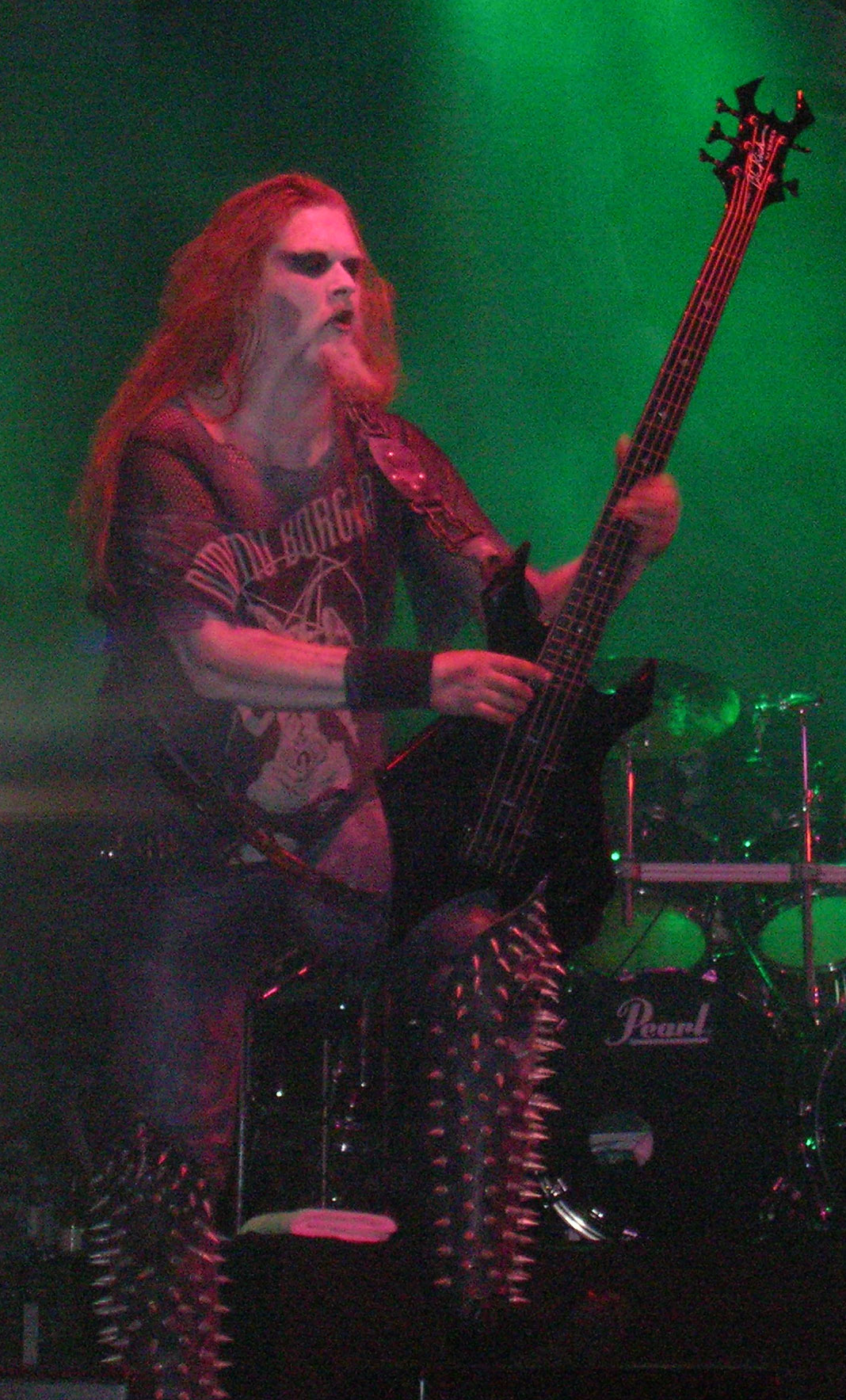
I.C.S. Vortex, 2005

Simen Hestnæs (* 4. März 1974 in Oslo), auch bekannt als I.C.S. Vortex („Icy Simen Vortex“), ist ein norwegischer Bassist und Sänger. Er ist, beziehungsweise war, Mitglied der Metal-Bands Borknagar, Arcturus und Dimmu Borgir.

## Leben
Mit sieben Jahren begann Hestnæs, Flöte zu spielen, hörte aber nach einem Jahr wieder auf und erhielt Klavierstunden von seiner Großmutter. Später entschied er sich für das Gitarrespielen und Singen in einer Rock-Band. Im Jahr 1991 gründete er die Band Lamented Souls, in der er Gitarre und Bass spielte.
Im Jahr 1997 gastierte er bei Arcturus. Er sang bei den drei Liedern „Master of Disguise“, „The Chaos Path“ und „Painting My Horror“ des Albums La Masquerade Infernale gemeinsam mit dem damaligen Sänger der Band, Kristoffer „Garm“ Rygg. Im selben Jahr suchte die Folk-Metal-Band Borknagar nach dem Ausstieg von Rygg einen Sänger, sodass Hestnæs für vier Jahre Mitglied der Band wurde. Mit ihm wurden die Alben The Archaic Course (1998) und Quintessence (2000) aufgenommen. Im Jahr 1999 nahm er als Bassist und Backgroundsänger mit Dimmu Borgir das Album Spiritual Black Dimensions auf. Er entschied sich 2000 dafür, Borknagar zu verlassen, um bei Dimmu Borgir neues Vollzeitmitglied als Bassist und Sänger zu werden.
Im Jahr 2005 wurde er fester Sänger in der Band Arcturus, mit der er das im selben Jahr erschienene Album Sideshow Symphonies aufnahm. Am 16. April 2007 in Melbourne begann er das Konzert mit „Welcome to the last show ever of Arcturus!“ (dt. „Willkommen zur letzten Show von Arcturus“), am nächsten Tag wurde diese Aussage durch die Band bestätigt. Vier Jahre später kam es für Live-Auftritte jedoch zu einer Reunion.
Dimmu Borgir entließen Hestnæs 2009 und ein Jahr später kehrte er – zunächst als Gastmusiker für Universal, dann als festes Mitglied für Urd – zu Borknagar zurück. Im Jahr 2011 veröffentlichte er außerdem sein Soloalbum Storm Seeker.
Nach dem Ausstieg des vormaligen Sängers Vintersorg fungierte er auf dem im Jahr 2019 erschienenen Borknagar-Album True North erstmals als Leadsänger.
Hestnæs ist mit Lise Myhre verheiratet, der Autorin des Comics Nemi, und hat mit ihr einen Sohn.

## Diskografie (Auswahl)

### Solo
- 2011: Storm Seeker

### Mit Arcturus
- 1997: La Masquerade Infernale (als Gast)
- 2005: Sideshow Symphonies
- 2006: Shipwrecked in Oslo (Live)
- 2015: Arcturian

### Mit Borknagar
- 1998: The Archaic Course
- 2000: Quintessence
- 2010: Universal (als Gast)
- 2012: Urd
- 2016: Winter Thrice
- 2019: True North
- 2024: Fall

### Mit Dimmu Borgir
- 1999: Spiritual Black Dimensions
- 2001: Puritanical Euphoric Misanthropia
- 2001: Alive in Torment (Live-EP)
- 2002: World Misanthropy (Live)
- 2003: Death Cult Armageddon
- 2007: In Sorte Diaboli
- 2008: The Invaluable Darkness (Live)